# Alannah Myles
Alannah Myles (Toronto, 25 december 1958) is een Canadese singer-songwriter, die vooral bekend is geworden door haar wereldhit "Black Velvet" Ze won voor deze hit een Grammy Award voor Best Rock Vocal Performance, Female.

## Biografie
Myles is de dochter van de Canadese radiopionier William Douglas Byles. Op haar 9e begon ze reeds met het schrijven van muziek. Op haar 12e trad ze op in een zanggroep op het Kiwanis Music Festival in Toronto. In haar tienertijd ging ze solo optreden in Southern Ontario. Ze leerde uiteindelijk singer-songwriter Christopher Ward kennen, die haar hielp haar eigen band te vormen. Hiermee nam ze covers op van Aretha Franklin, T. Rex, AC/DC, Bob Seger, Anne Peebles, de Rolling Stones, en The Pretenders. Ook werkte ze samen met Ward en David Tyson aan haar album Alannah Myles.
In 1984 speelde Myles in de serie The Kids Of Degrassi Street een bijrol als aanstormend zangtalent en single moeder. Ook had ze gastrollen in andere tv-programma’s en films alvorens zich geheel op een zangcarrière te storten. In mei 1989 bracht Warner Music haar debuutalbum uit in Canada. Het album bracht vier Top 40-hits voort, waaronder "Love Is", "Lover Of Mine", en "Still Got This Thing". Ook haar nummer 1-hit "Black Velvet" stond op dit album. Dit lied bereikte de 3e plaats in de Nederlandse hitlijst, en de eerste plaats in de Amerikaanse hitlijst. In 1989 en 1990 was "Black Velvet" het meest gedraaide nummer op de radio. In 2000 leverde het nummer Myles een ASCAP Millionaire Award op voor 5 miljoen radio-uitzendingen. Voor "Black Velvet" won Myles ook een Grammy Award en drie Juno Awards.
In 1992 volgde een tweede album, Rockinghorse, met daarop onder andere de hit "Song Instead Of A Kiss", geschreven door Alannah Myles, Nancy Simmonds en de Canadese dichter Robert Priest, Myles werd voor dit album genomineerd voor een Grammy Award.
In 1995 volgde Myles’ laatste album voor Atlantic Records. In 1997 brak ze haar contract met Atlantic Records in samenwerking met haar toenmalige manager Miles Copeland. Copeland schreef haar meteen in bij zijn eigen label Ark 21 Records. Bij dit label bracht ze haar album A Rival uit.
In februari 2005 nam Myles samen met de Zweedse band Kee Marcello's K2 deel aan de halve finale van het Melodifestivalen. Hun lied "We Got It All" kreeg maar weinig punten en eindigde op de zevende plaats. Het nummer kreeg echter wel veel aandacht in de media.
In juli 2008 gaf Myles in een interview met CBC's Evan Solomon aan te werken aan een nieuw album genaamd Black Velvet, met daarop onder andere een heruitgave van haar gelijknamige hit. In het najaar van 2009 werd dit album uitgebracht door Linus Entertainment.
In 2011 won Myles de ISC (International Songwriting Contest) voor zowel beste rock/alternative song als de Grand Prize voor haar album "Black Velvet".

## Discografie

### Studioalbums
- 1989: Alannah Myles
- 1992: Rockinghorse
- 1995: A-lan-nah
- 1998: A Rival
- 2010: Black Velvet
- 2014: 85 BPM

### Compilatiealbums
- 1999: Alannah Myles: The Very Best Of

### Singles
| Jaar | Single                                   | Album                       |
| ---- | ---------------------------------------- | --------------------------- |
| 1989 | "Love Is"                                | Alannah Myles               |
| 1989 | "Black Velvet"                           | Alannah Myles               |
| 1990 | "Still Got This Thing"                   | Alannah Myles               |
| 1990 | "Lover of Mine"                          | Alannah Myles               |
| 1992 | "Song Instead of a Kiss"                 | Rockinghorse                |
| 1992 | "Tumbleweed"                             | Rockinghorse                |
| 1993 | "Our World, Our Times"                   | Rockinghorse                |
| 1993 | "Living on a Memory"                     | Rockinghorse                |
| 1993 | "Sonny Say You Will"                     | Rockinghorse                |
| 1995 | "Family Secret"                          | A-lan-nah                   |
| 1996 | "Blow Wind Blow"                         | A-lan-nah                   |
| 1996 | "You Love Who You Love"                  | Two If By Sea (soundtrack)  |
| 1997 | "Bad 4 You"                              | A Rival                     |
| 1997 | "What Are We Waiting For? (met Zucchero) | Prince Valiant (soundtrack) |
| 2000 | "Like Flames"                            | geen album                  |
| 2008 | "Comment Ca Va"                          | Black Velvet                |

### NPO Radio 2 Top 2000
| Nummer met noteringen in de NPO Radio 2 Top 2000 | '00 | '01 | '02 | '03 | '04 | '05 | '06  | '07 | '08 | '09  | '10  | '11  | '12  | '13  | '14  | '15  | '16  | '17  | '18  | '19  | '20  | '21  | '22  | '23  | '24  |
| ------------------------------------------------ | --- | --- | --- | --- | --- | --- | ---- | --- | --- | ---- | ---- | ---- | ---- | ---- | ---- | ---- | ---- | ---- | ---- | ---- | ---- | ---- | ---- | ---- | ---- |
| Black Velvet                                     | 549 | 510 | 593 | 651 | 742 | 941 | 1072 | 760 | 786 | 1739 | 1428 | 1280 | 1239 | 1413 | 1392 | 1402 | 1380 | 1229 | 1234 | 1286 | 1173 | 1300 | 1325 | 1365 | 1318 |

1. ↑  Een vetgedrukt getal geeft de hoogste notering aan.
2. ↑  2000 was het eerste jaar met een notering voor dit nummer.